# Метаксас, Константинос
Константинос Метаксас (греч. Κωνσταντίνος Μεταξάς; 1793, Аргостоли — 1870, Аргостоли) — греческий военачальник, политик и писатель, участник Освободительной войны Греции 1821—1829 годов.

## Биография
Константинос Метаксас родился в городе Аргостоли, остров Кефалиния в 1793 году, в аристократической семье.
С 1815 года, Кефалиния, как и все Ионические острова находился под британским контролем. С началом Греческой революции в марте 1821 года, британские власти, соблюдая якобы нейтралитет, но в действительности поддерживая этим османов, приложили все возможные усилия, чтобы не допустить помощь восставшей Греции с подконтрольных им островов. Однако, несмотря на их усилия, это им не удалось.
9 мая 1821 года, всего месяц спустя после начала восстания, 350 вооруженных кефалинийцев во главе с князьями Андреасом Метаксасом и его двоюродным братом Константиносом Метаксасом, а также Г. Фокас высадились в Гларендзе, на западном побережье полуострова Пелопоннес. 29 мая князья Метаксас и П. Панас командовали повстанцами в сражении при селе Лала, Олимпия.
Константин Метаксас участвовал в осаде крепости города Патры, где заболел тифом. В дальнейшем правительство назначило его правителем островов Эгейского моря.
В начале 1823 года он вернулся на Пелопоннес, где ему было присвоено звание генерала.
13 июня 1823 года Константинос Метаксас был назначен революционным правительством эпархом (правителем) Западной Греции и прибыл в город Месолонгион. Ситуация, которую он застал здесь, была сложной. Местное население не ладило с отрядами пришлых военачальников, разношерстные военачальники не ладили между собой. Метаксас приложил все свои дипломатические способности и авторитет, чтобы навести порядок. По его настоянию Маркос Боцарис и другие военачальники выступили из города, чтобы остановить Мустаи-пашу, шедшего на город с севера (см. Битва при Карпениси).
После смерти Боцариса и поражения повстанцев на горе Калиакуда, Метаксас организовал оборону города. Хотя Метаксас лично не отличился в боях, победным исходом этой осады повстанцы были обязаны прежде всего Метаксасу. Всего через 70 дней, 30 ноября 1823 года, турки были вынуждены снять осаду.
Через 8 дней после снятия осады, в город прибыл греческий политик и интриган Александр Маврокордато. Не имея никакой реальной власти, Маврокордато сумел 23 декабря созвать Собрание Западной Греции и отстранить Метаксаса. Через день в город прибыл Байрон.
.

## После освобождения
Метаксас был депутатом Второго Национального собрания, но после Освобождения жил в тени.
В 1861 году он был избран сенатором. Но после упразднения института Сената, Метаксас вернулся на свой родной остров, где написал «Мемуары Греческой Революции». Мемуары были напечатаны через 8 лет после его смерти, в 1870 году.